# Ireneusz Mamrot
Ireneusz Mamrot (ur. 13 grudnia 1970 w Trzebnicy) – polski piłkarz i trener.

## Kariera trenerska
W latach 2010–2017 prowadził Chrobrego Głogów, z którym awansował z czwartego na drugi poziom ligowy. Od 12 czerwca 2017 do 8 grudnia 2019 trenował Jagiellonię Białystok, z którą w sezonie 2017/18 zdobył wicemistrzostwo Polski, a rok później dotarł do przegranego finału Pucharu Polski. Jesienią 2020 prowadził występującą na drugim poziomie Arkę Gdynia.
W marcu 2021 został ogłoszony trenerem ŁKS-u Łódź. 4 czerwca 2021 objął ponownie posadę I trenera Jagiellonii Białystok, zaś 23 grudnia 2021 został z tej posady zwolniony. Od 26 lutego 2023 do 11 grudnia 2023 obejmował posadę trenera Górnika Łęczna. 8 kwietnia 2024 roku podpisał kontrakt z Miedzią Legnica, którą prowadził do 9 marca 2025 roku.

## Sukcesy
Jagiellonia Białystok
- Wicemistrzostwo Polski: 2017/18
- Finał Pucharu Polski: 2018/19